# Echinopsis cochabambensis
Echinopsis cochabambensis ist eine Pflanzenart aus der Gattung Echinopsis in der Familie der Kakteengewächse (Cactaceae). Das Artepitheton cochabambensis verweist auf das Vorkommen der Art im bolivianischen Departamento Cochabamba.

## Beschreibung

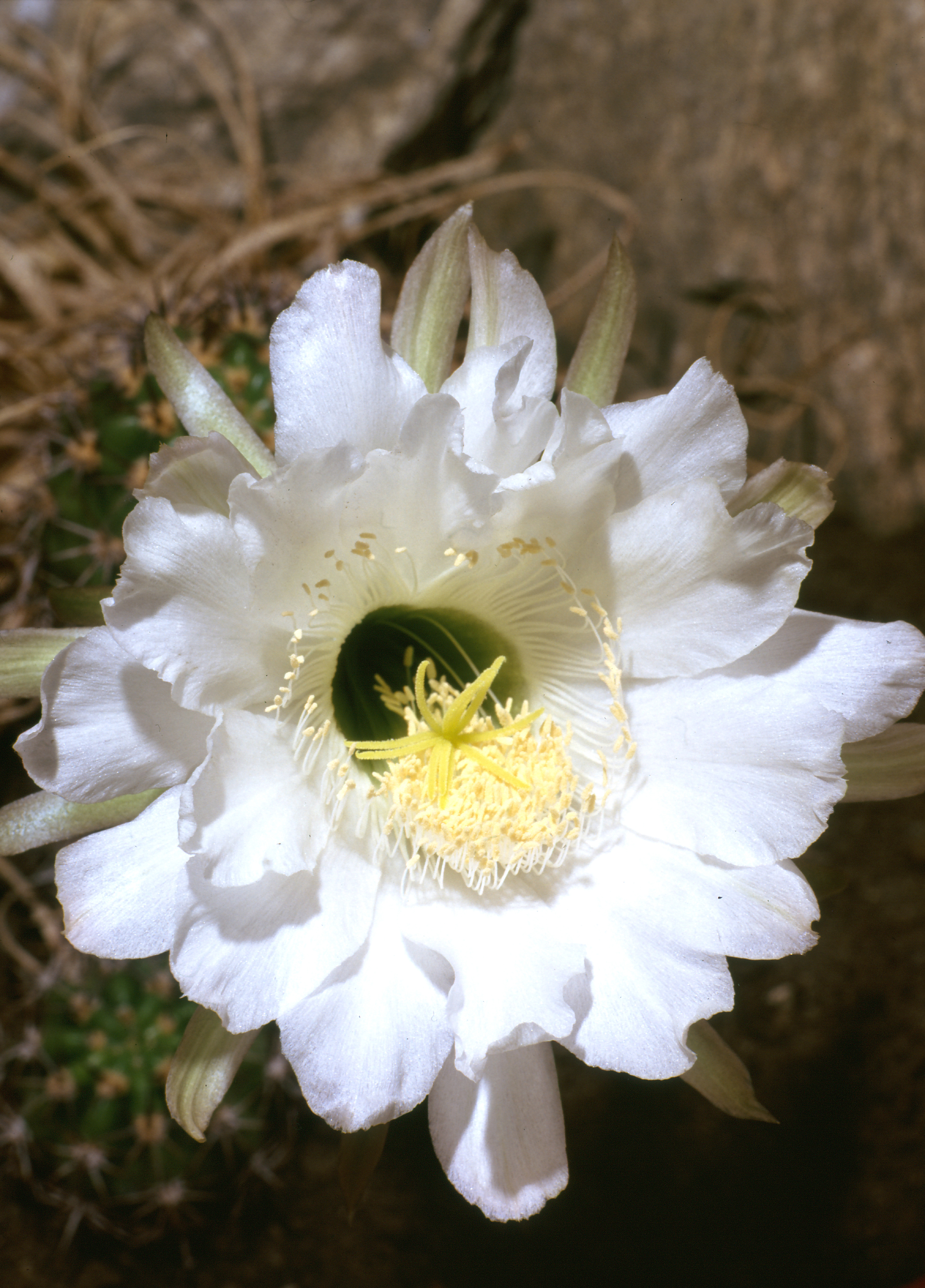
Blüte

Echinopsis cochabambensis wächst in der Regel verzweigend und bildet kleine Gruppen. Die kugelförmigen bis kurz zylindrischen Triebe sind leuchtend grün. Es sind etwa zehn gerundete Rippen vorhanden, die gehöckert oder gekerbt sind. Die auf ihnen befindlichen eingesenkten Areolen stehen bis zu 1 Zentimeter voneinander entfernt. Aus ihnen entspringen tiefbraune, sehr stechende Dornen von bis zu 1 Zentimeter Länge und mehr. Meist wird ein einzelner Mitteldorn ausgebildet. Die fünf bis neun Randdornen stehen ab.
Die Blüten sind weiß.

## Verbreitung und Systematik
Echinopsis cochabambensis ist im bolivianischen Departamento Cochabamba im Übergangsgebiet von der Chaco- in die Puna-Vegetation in Höhenlagen von 2500 bis 3000 Metern verbreitet.
Die Erstbeschreibung durch Curt Backeberg wurde 1957 veröffentlicht.
Echinopsis cochabambensis ist nur ungenügend bekannt. Curt Backeberg hielt die Pflanzen für zu Echinopsis huotii gehörig.

## Nachweise